# Gazdasági stabilizáció Magyarországon az első világháború után
Az első világháború után tőkehiányos állapotban lévő Magyarország gazdasági stabilizációja csak az 1920-as évtized közepére valósulhatott meg, hiszen az addigi vezetés számára egyértelműen bebizonyosodott, hogy az ország gazdaság erőforráskészlete olyan mértékben alacsony, hogy még egy államilag gerjesztett inflációs finanszírozással sem képes megoldani problémáit. Ennek tükrében kézenfekvő megoldásnak bizonyult, hogy külső források bevonása szükséges a probléma megoldásához, pontosabban az államháztartás szanálásához, illetve a gazdasági intézményrendszer gyors átalakításához. Fontos megjegyezni ugyanakkor, hogy Magyarországon a gazdaság bármiféle jelentősebb mértékű átalakítása feltételezte a nyugati nagyhatalmak engedélyét, jóváhagyását.

## Népszövetségi kölcsön
Ennek értelmében Bethlen István miniszterelnök már 1922-ben a Népszövetség Jóvátételi Bizottságához fordult, mely az állami bevételekkel kapcsolatos zálogjog feloldását részletes szanálási tervhez kötötte, valamint az összeg egy bizonyos részének reparációra való lekötéséhez kapcsolta. A Népszövetség végül is a Pénzügyi Bizottságot kérte fel a magyar szanálási terv kidolgozására, melynek számos követelménye volt. Elsősorban a korona inflálódásának megállítását tűzték ki célként, majd a kormánytól független jegybank létrehozása is feljegyzésre került. A követelmények között volt továbbá a költségvetés egyensúlyának megteremtése 1926 júniusáig, az államháztartási deficitnek az újjáépítési kölcsönből, s nem további fedezetlen papírpénz kibocsátásból való finanszírozása; a szanálás ellenőrzésére a Népszövetség által kijelölt főbiztos biztosítása; megegyezés a szomszédos országokkal való jóvátételi kérdésekben, illetve a háború előtti 1,1 milliárd koronás adósság elismerése, illetve nem utolsósorban a pénzügyi rekonstrukció tervének kiegészítése a gazdasági újjáépítés tervével.
A szanálási javaslatokat végül Kállay Tibor pénzügyminiszter 1924 tavaszán terjesztette be a parlament elé, akinek a helyét később Korányi Frigyes báró foglalta el, a stabilizáció pedig már az ő pénzügyminisztersége alatt ment végbe. A folyamat eredményeképpen 1924-ben Magyarország hozzájutott egy nagyobb összegű népszövetségi kölcsönhöz, méghozzá mintegy 307 millió aranykorona értékben.
A magyar kölcsönt több ország együttesen biztosította, az angolokon kívül a legjelentősebb tétel az amerikaiakhoz és a svájciakhoz köthető, hiszen az előbbi 9 milliónyi dollárt, míg utóbbi 30 milliónyi svájci frankot biztosított. 1924 közepére sikerült végre megfékezni az inflációs tendenciákat is, a kormányzat pedig az MNB-vel együttműködve 1926 végén bevezette az új pénzt, a pengőt. A korábbi pénznem, azaz a korona pengőre való átváltásra január 1-től nyílott lehetőség, 1,2 aranykorona = 1 pengő árfolyamon.
Ezek a lépések lehetőséget biztosítottak arra, hogy javuljon a gazdasági légkör, a vállalkozók újra bizakodással tekinthessenek a jövő elé. Az államkölcsön a felhasználásban jelentős tétellé vált a régi tartozások finanszírozása, a megyék és a főváros kötelezettségeinek teljesítése, ugyanakkor nagyjából 10%-át fordították csak az összegnek produktív beruházásokra.

## A Nemzeti Bank szerepe
Az 1924. évi 4.tc törvénybe iktatta a szanálási tervet. A gazdasági stabilizáció megkövetelte az önálló jegybank létrehozását, és még ebben az évben az 1924. 5. tc alapján létrejött és megkezdte működését a Magyar Nemzeti Bank, ekkor még részvénytársasági formában. A Bank átvette az államadósságot, valamint garanciát adott arra, hogy nem fog fedezetlen papírpénz kibocsátásába kezdeni. Az MNB az államtól független részvénytársasági formában jött létre, alaptőkéjéhez pedig a Bank of England 4 millió forinttal (mely nagyjából 82 millió aranykoronát tehetett ki ebben az időben) járult hozzá, cserébe pedig a Bank vállalta, hogy a korona stabilizációs árfolyamát a fonthoz rögzíti, mégpedig úgy, hogy 1 aranykorona = 17000 korona értékben. A szanálási tervben pontosan meghatározták a bank működésének legfontosabb kereteit, az angolszász jegybanki mintára jöttek létre az alapvető szabályok, amelyek között a régi OMNB sajátosságai is érvényesülhettek.
Az MNB kizárólagos bankjegykibocsátással rendelkezett, irányította az ország monetáris politikáját, foglalkozhatott kereskedelmi váltók viszontleszámolásával, illetve a bank volt az állam pénztára, mely független volt a kormánytól, mivel a tőkéjét magánrészvényesek jegyezték. A Magyar Nemzeti Bank létrehozása mellett igen nagy jelentőséggel bírt az egyes kereskedelmi bankok megerősödése is, különösen a Hitelbank és a Kereskedelmi Bank fejlődése kiemelendő, hiszen ezen két intézmény elsődlegesen külföldi partnerekkel szerzett egyre nagyobb befolyást a magyar hiteléletben.

## Következmények
A pénzügyi stabilizáció megteremtésével átalakult a költségvetés rendszere is, melyben az egyensúly megteremtésének igénye központi szerepet kapott, és már az 1924/25-ös év is eredményesnek mondható volt ebből a szempontból, hiszen aktívummal zárhatott a költségvetés, ugyanakkor a következő évre már 623 ezer pengő többlettel számolhattak. A bevételek oldalán különösen erőteljes volt a forgalmi adókból származó tétel, viszont továbbra is magas maradt a tradicionális egyenes adók aránya. Érdekes bevételi forrássá vált a vámbevétel, ez a régi monarchia korához képest a kialakult hosszú vámvonal miatt erősödhetett meg, a bevétel ebből a forrásból meghaladta az egyenes adókból származó összeget.
Összességében elmondható mindaz, hogy a magyar gazdaság stabilizációja az 1920-as évek közepére ment végbe, azonban a lakosság fogyasztása csak a 60%-a volt a világháború előtti színvonalnak. A körülmények azonban stabilizálódtak, és a lassan kibontakozó világgazdasági konjunktúrába való bekapcsolódás az export növelése révén feltehetőleg megalapozhatta a magyarországi gazdasági ágazatok fejlődését.